# Иштван I Чак
Иштван (Стефан) I Чак (венг. Csák nembeli (I.) István); ок. 1235—1279/1283) — венгерский дворянин и землевладелец, который занимал ряд должностей в правление короля Ласло IV. Его племянником и наследником был крупный аристократ Мате III Чак, который, основываясь на приобретениях своих дядей, стал фактическим правителем своих владений независимо от короля и узурпировал королевские прерогативы на своих территориях.

## Семья
Представитель венгерского клана Чак. Один из четырех сыновей Мате I Чака (? — 1245/1249), основателя и первого члена тренчинской линии клана Чак, который служил главой казначейства (1242—1245), и Маргариты из неизвестной знатной семьи . Его братья — Марк Чак, ишпан комитата Хорн (1247), Мате II, палатин Венгрии (1278—1280, 1282—1283) и воевода Трансильвании, и Петер Чак, также занимал должность палатина Венгрии (1275—1276, 1277, 1278, 1281), который был отцом Мате III. У них была младшая сестра, которая вышла замуж за моравского дворянина Здеслава из Штернберка, знаменосца клана Чак. Их сын, Стефан из Штернберка (или «Богемец») позднее унаследовал домен клана Чак из-за отсутствия прямого взрослого мужского потомка после смерти Мате III в 1321 году.

## Карьера
Иштван Чак впервые упомянут в королевской хартии, изданной в 1260 году. Согласно ей, он ранее занимал деревню Тата, которая принадлежала местному бенедиктинскому аббатству. Папа римский Иннокентий IV, умерший в 1254 году, поручил Злауду Каплону, епископу Веспрема, вернуть деревню в собственность римско-католической церкви. Таким образом, захват Иштваном деревни Тата произошел в 1254 году или до него, так что он мог родиться около 1235 года. Однако Иштван Чак не вернул владения его законному владельцу до 1260 года, в результате чего преемник Иннокентия, папа римский Александр IV, попросил венгерского короля Белу IV принудить его это сделать.
Иштван, наряду с братьями Мате II и Петером I, был влиятельным сторонником герцога Иштвана, который поднял восстание против своего отца Белы и получил во владение Трансильванию в 1260-х годах. В течение этого времени Иштван I Чак служил мастером над стюардами при герцогском дворе Иштвана в 1263 году . После коронации Ласло IV он был назначен ишпаном комитата Тренчин в 1272 году, согласно историку Дьюле Кристо. Однако Аттила Жолдос идентифицировал Иштвана Ратота как дворянина, занимавшего этот пост в первый год правления короля Ласло. Нет никаких записей о том, что он достиг бы должности во время правления Иштвана V (1270—1272), которого он преданно поддерживал в гражданской войне между отцом и сыном. В 1275 году Иштван Чак, несомненно, был ишпаном комитата Тренчин . После этого он служил мастером над стюардами в 1275—1276 годах. Кроме того, Иштван Чак также выполнял функции ишпана комитата Барс (1275—1276), Баньи (1275) и Сольгаджера (1276). Он был заменен Рейнольдом Бастели на короткое время в 1276 году, однако вновь занял эту должность уже в том же году и занимал её до 1279 года. Он также был ишпаном комитата Пожонь (1277—1279). На обоих постах его сменил его младший брат Петер I Чак. Согласно Жолдосу, вполне возможно, что Иштван Чак был также главой казначейства (1273) и ишпаном комитата Шопрон (1280).
Последнее упоминание его имени происходит в 1279 году, когда король Ласло IV назвал его «магистр» Иштван, сын магистра Мате из родственного Чака как его «любимого и верного барона». У Иштвана не было детей, в результате чего Мате III Чак унаследовал его имущество, который впоследствии стал главным врагом нового короля Венгрии Карла I Анжуйского во время войны короля за объединение королевства.

## Владения
Иштван I Чак был землевладельцем близ Альмасфюзито в 1269 году. Вместе с Мате II и Петером I он начал приобретать владения в северо-западных комитатах Венгерского королевства и оставил древние поместья рода в комитате Файер (например, Чаквар). Во время правления короля Венгрии Белы IV Иштван Чак уже приобрел земли за р. Дунай, потому что король подарил ему Паласт, комитата Хонт (сегодня: Plášťovce, Словакия). Иштван обменял свою землю в Хетене, комитата Комаром (сегодня: Чотин, Словакия) на Кистапольчани, комитат Барс (сегодня: Топочианки, Словакия) и 100 марок. До 1274 года он также владел Махолой, Вайкоц (сегодня: Волковце, Словакия) и Тайна (сегодня часть Тайна, Словакия), однако эти владения и 50 марок были проданы Иштваном за земли воинов замка в Бори (сегодня: Боры, Словакия).
Иштван Чак пытался распространить свои владения в малонаселенной северной части комитата Барс. Возможно, он был тем самым дворянином, который построил замок Груссо (Грушов) близ города Скицов (сегодня: Скыков, Словакия), ставший его резиденцией. Король Ласло IV подарил Угроц (сегодня: Вельке-Ухерце, Словакия) и Ослань (сегодня: Осланы, Словакия) в 1274 году, установив совместное владение в комитате Северный Барс.